# Carnegie Hall (álbum de Frank Zappa)
Carnegie Hall es un cuádruple álbum en vivo de Frank Zappa y The Mothers of Invention, publicado póstumamente el 31 de octubre de 2011 por el Zappa Family Trust en Vaulternative Records.

## Historia
Este es el lanzamiento oficial de la grabación en vivo de Frank Zappa y The Mothers of Invention del debut de sus actuaciones en el Carnegie Hall de ciudad de Nueva York el 11 de octubre de 1971. Sólo hubo dos actuaciones.

## Listado de canciones
Todas las canciones escritas y compuestas por Frank Zappa excepto donde se diga otra cosa.

### Disco uno
The Persuasions (support act) Show 1

| The Persuasions (support act) Show 1 |                                            |                                                  |          |  |
| N.º                                  | Título                                     | Escritor(es)                                     | Duración |  |
| 1.                                   | «I Just Can't Work No Longer»              | Curtis Mayfield, Jerry Butler                    | 2:32     |  |
| 2.                                   | «Working All the Live Long Day/Chain Gang» | Trad./Sam Cooke                                  | 2:20     |  |
| 3.                                   | «Medley #1»                                | (*)                                              | 7:28     |  |
| 4.                                   | «Pieces of a Man»                          | Jerry Galen Foster, Wilburn Rice                 | 2:53     |  |
| 5.                                   | «Buffalo Soldier»                          | David Barnes, Margaret Ann Lewis, Mira Ann Smith | 4:33     |  |
| 6.                                   | «Medley #2»                                | (*)                                              | 2:36     |  |
| 7.                                   | «Medley #3»                                | (*)                                              | 3:14     |  |

| FZ Show 1 |                                        |                           |          |  |
| N.º       | Título                                 | Escritor(es)              | Duración |  |
| 8.        | «Hello (To FOH)/Ready?! (To the Band)» |                           | 1:03     |  |
| 9.        | «Call Any Vegetable»                   |                           | 10:36    |  |
| 10.       | «Any Way the Wind Blows»               |                           | 4:00     |  |
| 11.       | «Magdalena»                            | Frank Zappa/Howard Kaylan | 6:08     |  |
| 12.       | «Dog Breath»                           |                           | 5:41     |  |

### Disco dos
| FZ Show 1 (continued) |                                                                             |          |  |
| N.º                   | Título                                                                      | Duración |  |
| 1.                    | «Peaches en Regalia»                                                        | 4:24     |  |
| 2.                    | «Tears Began to Fall»                                                       | 2:32     |  |
| 3.                    | «She Painted Up Her Face/Half a Dozen Provocative Squats/Shove It Right In» | 6:32     |  |
| 4.                    | «King Kong»                                                                 | 30:25    |  |
| 5.                    | «200 Motels Finale»                                                         | 3:41     |  |
| 6.                    | «Who Are the Brain Police?»                                                 | 7:08     |  |

### Disco tres
| FZ Show 2 |                           |                          |          |  |
| N.º       | Título                    | Escritor(es)             | Duración |  |
| 1.        | «Auspicious Occasion»     |                          | 2:45     |  |
| 2.        | «Divan: Once Upon a Time» |                          | 5:40     |  |
| 3.        | «Divan: Sofa #1»          |                          | 3:11     |  |
| 4.        | «Divan: Magic Pig»        |                          | 1:43     |  |
| 5.        | «Divan: Stick It Out»     |                          | 4:54     |  |
| 6.        | «Divan: Divan Ends Here»  |                          | 4:17     |  |
| 7.        | «Pound for a Brown»       |                          | 6:03     |  |
| 8.        | «Sleeping in a Jar»       |                          | 2:46     |  |
| 9.        | «Wonderful Wino»          | Frank Zappa/Jeff Simmons | 5:46     |  |
| 10.       | «Sharleena»               |                          | 4:52     |  |
| 11.       | «Cruising for Burgers»    |                          | 3:17     |  |

### Disco cuatro
| FZ Show 2 (continued) |                                           |          |  |
| N.º                   | Título                                    | Duración |  |
| 1.                    | «Billy the Mountain - Part 1»             | 28:33    |  |
| 2.                    | «Billy the Mountain - The Carnegie Solos» | 13:31    |  |
| 3.                    | «Billy the Mountain - Part 2»             | 5:37     |  |
| 4.                    | «The $600 Mud Shark Prelude»              | 1:27     |  |
| 5.                    | «The Mud Shark»                           | 13:35    |  |

## Créditos
Produced/Performed/Conducted by Frank Zappa
(*)
- Medley #1: "Sunday Kind of Love" (Barbara Belle, Anita Nye, Louis Prima, Stanley Rhodes) / "Sincerely" (Harvey Fuqua, Alan Freed) / "A Thousand Miles Away" (William Henry Miller, James Sheppard) / "The Vow" (Zeke Carey, George Motola, Horace Webb) / "Why Don't You Write Me?" (Laura Grace Hollins) / "Goodnight Sweetheart, Goodnight" (Calvin Carter, James Hudson) / "Woo Woo Train" (Richard Barrett) / "I Only Have Eyes for You" (Al Dubin, Harry Warren) / "Creation of Love" (Richard Barrett, Stuart Wiener) / "Tears on My Pillow" (Al Lewis, Sylvester Bradford) / "The Great Pretender" (Buck Ram)
- Medley #2: "Don't Look Back" (William Robinson, Ronald A. White) / "Runaway Child, Running Wild" (Barrett Strong, Norman Whitfield) / "Cloud Nine" (Barrett Strong, Norman Whitfield)
- Medley #3: "He Ain't Heavy, He's My Brother" (Sidney Keith Russell, Robert William Scott) / "You've Got a Friend" (Carole King) / "Reach Out and Touch Somebody's Hand" (Nickolas Ashford, Valerie Simpson)

## Personal
- Frank Zappa – guitarra, voces, dirección de la banda
- Mark Volman – vocess, percusión
- Howard Kaylan – voces, percusión
- Ian Underwood – teclados, instrumento de viento-madera
- Don Preston – Minimoog
- Jim Pons – bajo, voces
- Aynsley Dunbar – batería